# 加蘭切日湖
42°52′20″N 45°18′15″E / 42.8722°N 45.3042°E

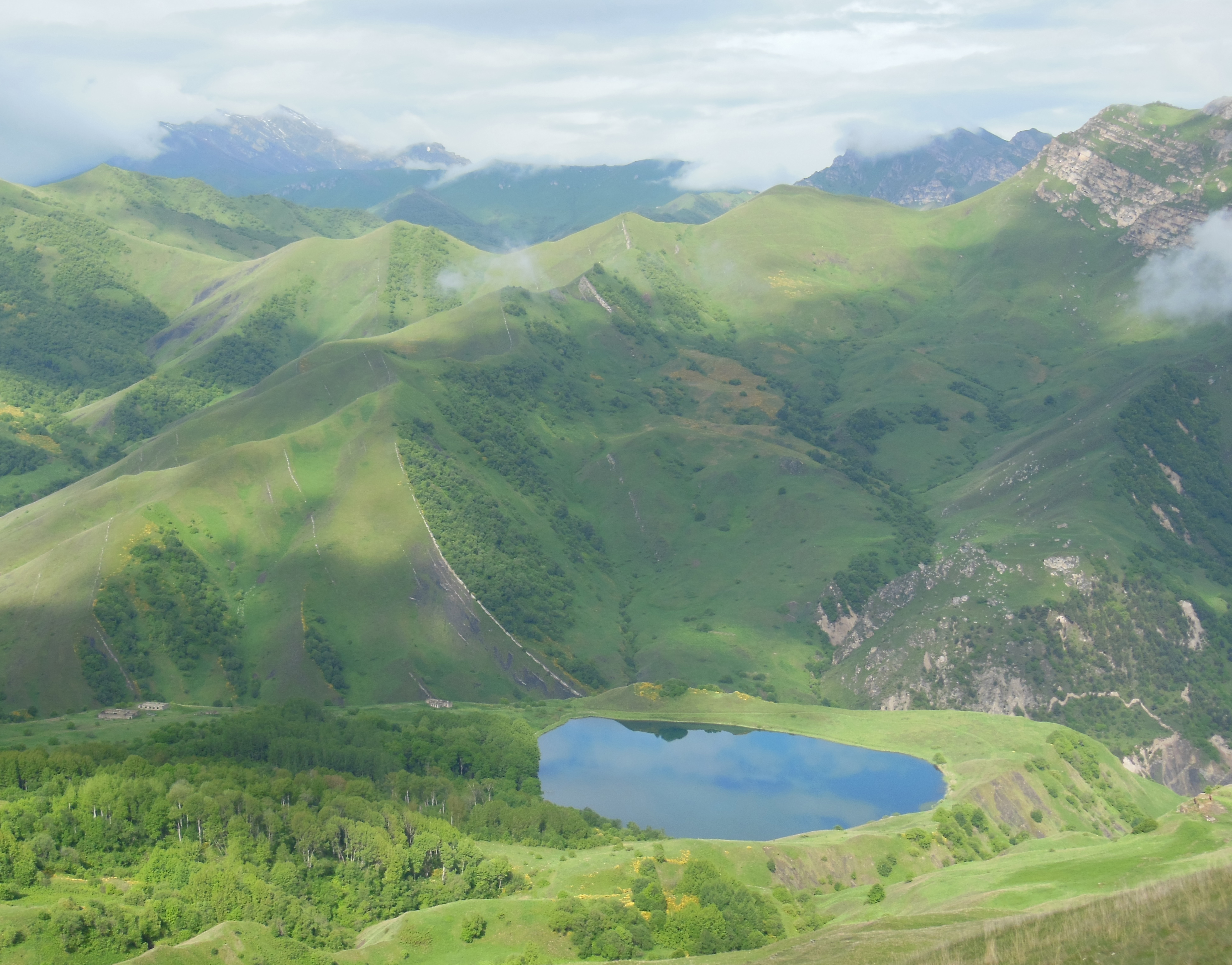

加蘭切日湖（俄语：Галанчеж），是俄羅斯的湖泊，位於該國西南部車臣共和國，面積0.5平方公里，海拔高度1,533米，湖水來自泉水，平均水深31米，最大水深35米。